# Света Неделя (Палеа Храни)
Вижте пояснителната страница за други значения на Света Неделя.
„Света Неделя“ (на гръцки: Αγίας Κυριακής) е възрожденска православна църква в село Палеа Храни, Егейска Македония, Гърция, част от Китроската, Катеринска и Платамонска епархия.
Църквата е построена в 1864 година според надписа на външната стена. В църквата работи зографът от Кулакийската школа Димитриос Хадзистаматис, който изписва царската икона на Свети Атанасий. Останалите девет царски икони, както и иконите на фриза са изписани в периода 1869 - 1871 година от Митакос Хадзистаматис.